# Kei Yamaguchi
Kei Yamaguchi (Kyoto, 11 juni 1983) is een Japans voetballer.

## Carrière
Kei Yamaguchi speelde tussen 2002 en 2009 voor Nagoya Grampus. Hij tekende in 2010 bij JEF United Ichihara Chiba.